# Давана
Давана или Полынь бледная (лат. Artemisia pallens) — однолетнее травянистое ароматическое растение из рода полынь. Родиной даваны является Индия. Листья и цветки полыни бледной обладают сильным приятным ароматом. В индуизме давана имеет важное значение, как подношение Богу Шиве. Из листьев и цветков даваны получают ароматное эфирное масло, которое отличается от масел из других видов полыни тем, что обладает многогранным фруктово-цветочным запахом. Масло даваны широко используется в парфюмерии.

## Описание
Давана представляет собой растение высотой до 60 см с многочисленными перисто-рассечёнными листьями и мелкими жёлтыми соцветиями. Цветки Даваны представляют собой кистевидные метёлки с многочисленными маленькими круглыми жёлтыми соцветиями, а серебристо-белый шелковистый пух придаёт листьям серый или бледновато-белый вид. Форма листьев перисто-рассечённая или пальчато-рассечённая.

## Культивация
Широкого культивируется в Индии из-за ароматных листьев и цветков. Имеет два морфологических типа, один из которых, представляет собой невысокие и рано зацветающие растения, а другой тип — высокие и поздно зацветающие растения. Давану размножают семенами и черенками, которые достигают зрелости всего за 4 месяца. Растение одревесневает в нижней части ствола, при этом побеги однолетние. Наиболее широко культивируется в штатах Андхра-Прадеш, Карнатака, Махараштра и Тамилнад. Больше всего эфирного масла содержится в соцветиях даваны и меньше в листьях и стеблях. Полынь бледную активно поедают многочисленные виды бабочек.

## Биохимия и фармакология

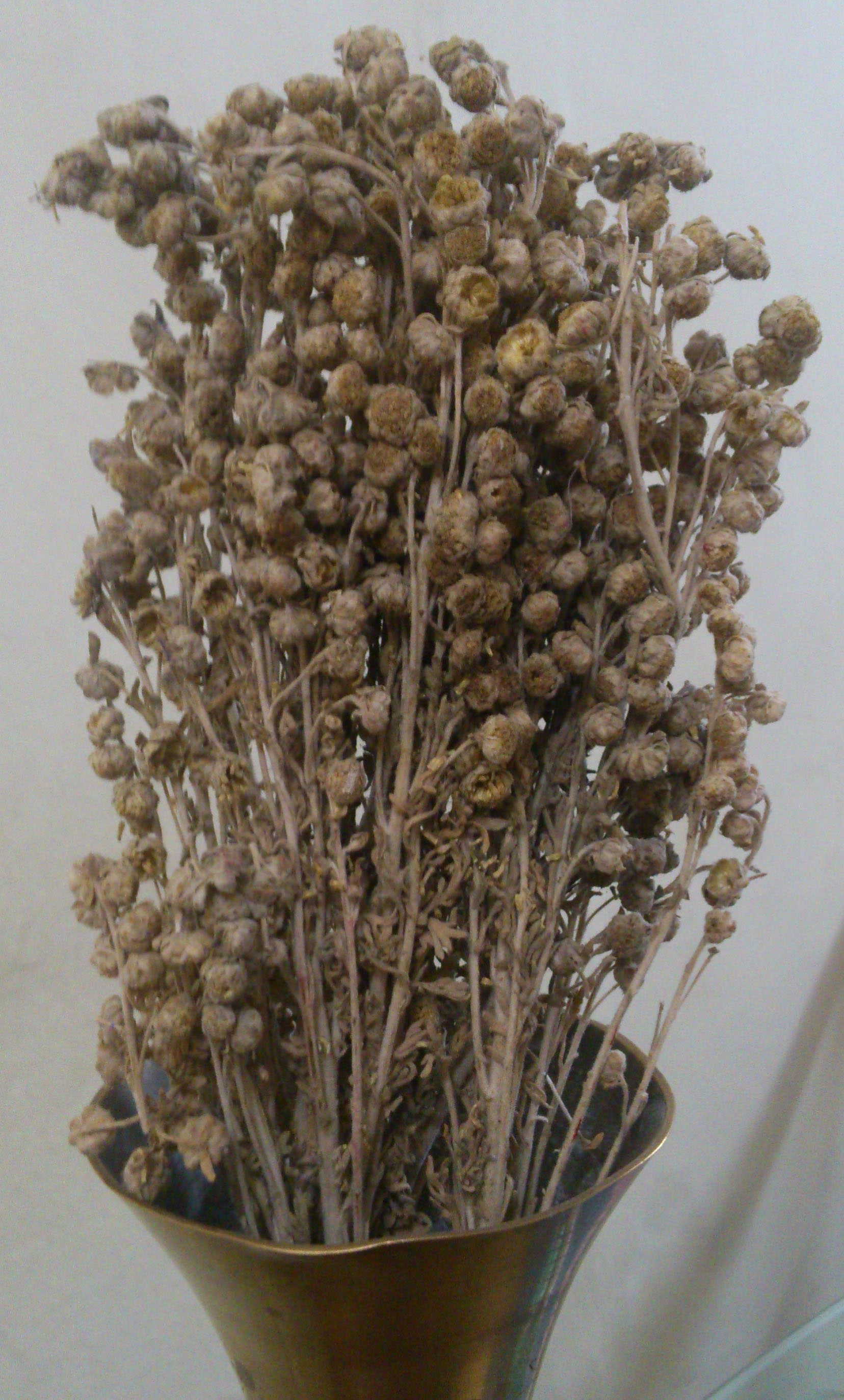
Сухие соцветия и листья даваны используются в качестве ароматических букетов

Даванон составляет 20—65 % и является основным компонентом эфирного масла даваны. Даванон проявляет выраженные противобактериальные и противогрибковые свойства. Сам по себе даванон практически не имеет запаха, но в больших количествах он усиливает ароматическое звучание других компонентов и проявляется свойства фиксатора ароматов. К другим компонентам относится эфир даваны, давана фуран, гераниол, эвгенол и линалоол. Эти компоненты придают маслу даваны характерный бальзамический, фруктовый, сладкий аромат. Кроме того, в масле даваны обнаружены метил циннамат, этил циннамат, бициклогермакрен, 2-гидроксидаванон, фарнезол, геранилацетат, лактоны, и гермакреналиды.
Эфирное масло даваны с юга Индии в эксперименте проявляло высокую противомикробную активность в отношении грамположительных бактерий золотистого стафилококка (Staphilococcus aureus) и грамотрицательных бактерий синегнойной палочки (P. aeruginosa) и сальмонеллы (Salmonella enterica subsp. enterica.), а также против грибков Candida albicans. Антимикробный эффект отсутствовал в отношении грамположительных бактерий E. faecalis и грамотрицательных бактерий E. coli, P. vulgaris и K. pneumoniae. Пероральное применение водного и матенольного экстракта даваны согласно экспериментальным исследованиям снижало уровень глюкозы в крови кроликов и крыс.

## Применение

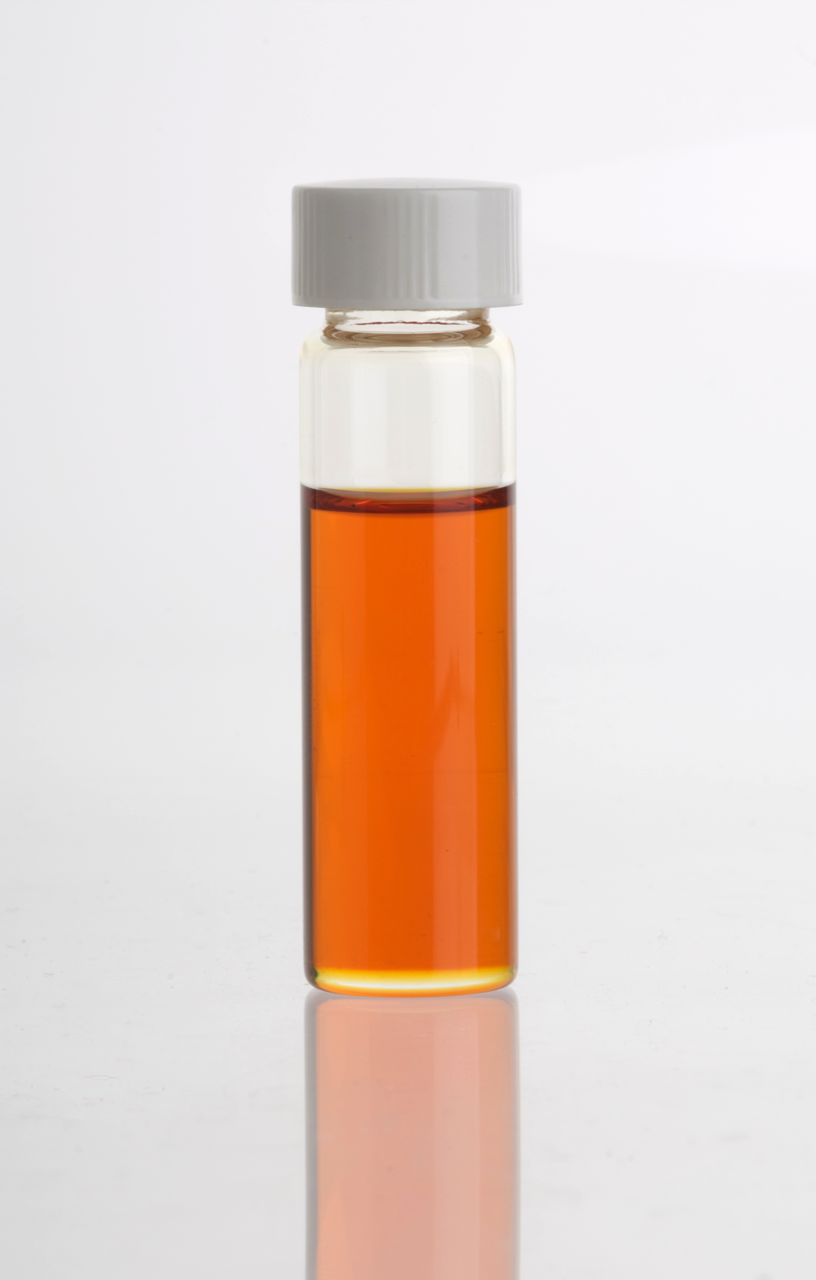
Эфирное масло Даваны

Из листьев и цветков даваны с помощью паровой дистилляции получают ценное эфирное масло коричневато-зелёного оттенка, которое обладает сильным сладко-бальзамическим ароматом полыни и фруктово-цветочным подтоном. Соцветия даваны имеют значение в качестве религиозного подношения Богу Шиве. Последователи украшают индуистские алтари даваной каждый день. Эфирное масло даваны используется для создания духов со сладким фруктовым ароматом, для ароматизации табачных изделий и дорогих видов продуктов. Листья и побеги даваны используются для создания ароматических букетов, саше, гирлянд в свежем и сухом виде.
Давана широко применяется в индийской народной медицине для лечения диабета и рака. Считается, что давана обладает ранозаживляющими, противоглистными, противовоспалительными, антисептическими, иммуномодулирующими и афродизиакальными свойствами. Считается, что давана снижает риск рака, сердечно-сосудистых болезней и других хронических заболеваний. В кулинарии давана почти не встречается, но в Индии её иногда используют в травяных чаях для аромата.